# Peines d'amour perdues (film)
Pour les articles homonymes, voir Peines d'amour perdues.
Pour plus de détails, voir Fiche technique et Distribution.
Peines d'amour perdues (Love's Labour's Lost) est un film musical franco-américano-britannique réalisé par Kenneth Branagh et sorti en 2000.
Il s'agit de la première adaptation de la pièce du même nom de William Shakespeare. C'est cependant la 4e œuvre du dramaturge anglais adaptée au cinéma par Kenneth Branagh, après Henry V (1989), Beaucoup de bruit pour rien (1993) et Hamlet (1996).
Le film est présenté le 14 février 2000 hors compétition à la Berlinale 2000.

## Synopsis
En 1939 à la cour de Ferdinand, roi de Navarre alors qu'éclate la Seconde Guerre mondiale en Europe. Le souverain et ses trois fidèles compagnons — Longaville, Dumaine et Berowne — désireux de consacrer les trois prochaines années à leurs études, s'engagent, par un serment solennel, à renoncer à toute frivolité, à la compagnie féminine, à jeûner une fois par semaine et à dormir 3 heures seulement par nuit.
Pourtant, quand la fille du roi de France accompagnée de trois charmantes demoiselles de compagnie, arrive en visite officielle afin d'engager des discussions à propos du statut de l'Aquitaine, le pacte ne risque-t-il pas d'être rompu ? En effet, Ferdinand et ses amis tombent rapidement sous le charme des quatre jeunes filles...

## Fiche technique
Sauf indication contraire, les informations mentionnées dans cette section peuvent être confirmées par la base de données cinématographiques IMDb,  présente dans la section « Liens externes ».
- Titre français : Peines d'amour perdues
- Titre original : Love's Labour's Lost
- Réalisation : Kenneth Branagh
- Scénario : Kenneth Branagh, d'après la pièce du même nom de William Shakespeare
- Musique : Patrick Doyle
- Directeur artistique : Mark Raggett
- Décors : Tim Harvey
- Costumes : Anna Buruma
- Photographie : Alex Thomson
- Montage : Daniel Farrell et Neil Farrell
- Producteur : David Barron et Kenneth Branagh
- Production : Pathé Pictures International, Intermedia Films, Arts Council of England, Studiocanal, Miramax Films et Shakespeare Film Company
- Distribution : Alliance Atlantis Communications (Canada), Pathé (France, Royaume-Uni)
- Budget : 13 000 000 $
- Pays de production :  Royaume-Uni,  France,  États-Unis
- Langue originale : anglais
- Genre : comédie, musical
- Durée : 93 minutes
- Format : couleur - 35 mm - 2,35:1 - son Dolby Digital
- Dates de sortie : 
  - Belgique : 14 juin 2000
  - France : 24 janvier 2001
  - Royaume-Uni : 31 mars 2000
  - États-Unis : 9 juin 2000
- Classification :
  -  Canada (Ontario) : PG
  -  France et  Royaume-Uni : PG
  -  Suisse (cantons de Genève et de Vaud) : 7
  -  États-Unis : R

## Distribution
- Alessandro Nivola (VF : Bruno Choël) : le roi Ferdinand
- Alicia Silverstone (VF : Marie-Eugénie Maréchal) : la princesse
- Natascha McElhone (VF : Françoise Cadol) : Rosaline
- Kenneth Branagh (VF : Raymond Aquaviva) : Berowne
- Carmen Ejogo : Maria
- Matthew Lillard (VF : Emmanuel Curtil) : Longaville
- Adrian Lester (VF : Lucien Jean-Baptiste) : Dumaine
- Emily Mortimer (VF : Anneliese Fromont) : Katherine
- Richard Briers : Sir Nathaniel
- Geraldine McEwan : Holofernia
- Stefania Rocca : Jacquanetta
- Jimmy Yuill : Constable Dull
- Nathan Lane (VF : Jean-Claude Donda) : Costard
- Timothy Spall (VF : Frédéric Norbert) : Armado
- Anthony O'Donnell : Moth
- Daniel Hill (VF : Philippe Catoire) : Mercade

## Production
Le tournage a lieu dans les studios de Shepperton.